# In the South, Alassio
In the South (Alassio), Op. 50, è un'ouverture da concerto composta da Edward Elgar durante una vacanza in famiglia in Italia nell'inverno dal 1903 al 1904. Con una durata di oltre venti minuti, può anche essere considerata un "poema sinfonico".
L'opera è dedicata "Al mio amico Leo F. Schuster".

## Storia
Il sottotitolo "Alassio" si riferisce alla città della riviera italiana dove soggiornarono Elgar e la sua famiglia. Fece un giro durante la visita e il luogo in generale dove si trovava, all'interno della Provincia di Savona, gli fornì spunti di ispirazione. In seguito ricordava:
Poi in un lampo, tutto mi è venuto in mente , il conflitto degli eserciti in quel punto molto tempo fa, dove ora mi trovavo, il contrasto tra la rovina e il pastore e poi, all'improvviso, sono tornato alla realtà. In quel momento avevo composto l'ouverture, mi rimaneva solamente di scriverlo.
La première dell'opera fu data dall'Orchestra Hallé il 16 marzo 1904, il terzo giorno di un "Elgar Festival" al Royal Opera House del Covent Garden. Doveva essere diretto da Hans Richter, ma poiché Elgar non aveva la partitura pronta in tempo per Richter per studiarla prima dell'esibizione, Elgar stesso diresse l'orchestra. Frank Schuster era con gli Elgar alla première.
Theodore Thomas diresse la première americana con la Chicago Symphony Orchestra il 4 novembre 1904.

## Descrizione
Nel brano la serenata centrale è interpretata da una viola solista (Estratto). Tuttavia, nel luglio dello stesso anno, Elgar prese questa sezione dal pezzo e la adattò a una poesia di Shelley come una canzone intitolata In Moonlight. Successivamente ha realizzato diverse versioni strumentali intitolate Canto Popolare, tra cui un arrangiamento per violino e pianoforte realizzato in collaborazione con la violinista Isabella Jaeger, moglie dell'amico di Elgar August Jaeger.
Estratto
Il brano dura circa 20 minuti. Il tema discendente principale viene ripetuto in tutte le sezioni dell'orchestra per tutto il brano. La parte della viola solista è particolarmente nota, in parte per la sua lunghezza, essendo su uno strumento così poco utilizzato, ma anche per il contrasto che crea con il resto del pezzo che è molto intenso. Ci sono ampi passaggi legati tra gli archi e i corni e il resto degli ottoni aggiunge un entusiasmo tremendo nel mezzo del pezzo, con accordi rumorosi separati da grandi intervalli.

## Strumentazione
L'opera è scritta per un'orchestra sinfonica completa composta da 3 flauti (il 3° raddoppia l'ottavino), 2 oboi, corno inglese, 2 clarinetti, clarinetto basso, 2 fagotti, controfagotto, 4 corni, 3 trombe, 3 tromboni, tuba, 3 timpani, percussioni (grancassa, piatti, rullante, triangolo e glockenspiel), arpa e strumenti ad arco.

## Incisioni
- Royal Albert Hall Orchestra.  Direttore Edward Elgar (1921 & 1923)
- London Symphony Orchestra.  Direttore Edward Elgar (1930)
- London Symphony Orchestra.  Direttore George Weldon (1954)
- London Philharmonic Orchestra.  Direttore Sir Adrian Boult (1956, a second recording in 1972)
- Bournemouth Symphony Orchestra.  Direttore Constantin Silvestri (1967)
- London Philharmonic Orchestra. Direttore Georg Solti (1979)
- Philharmonia Orchestra. Direttore Giuseppe Sinopoli (1989)
- Academy of St. Martin in the Fields.  Direttore Neville Marriner (1990)
- BBC Symphony Orchestra. Direttore Andrew Davis (1992)
- Orchestra Filarmonica della Scala.  Direttore Riccardo Muti (1994)
- Bournemouth Symphony Orchestra.  Direttore George Hurst (1995)
- Wiener Philharmoniker.  Direttore John Eliot Gardiner (1998)
- Hallé Orchestra. Direttore Mark Elder (2002)
- Orchestra dell'Accademia Nazionale di Santa Cecilia.  Direttore Antonio Pappano (2013)
- BBC Scottish Symphony Orchestra. Direttore Martyn Brabbins (2016)